# Torus
 Ovo je glavno značenje pojma Torus. Za druga značenja pogledajte Torus (razdvojba).
Torus, u geometriji, je rotacijsko tijelo u obliku prstena, koja nastaje vrtnjom (rotacijom) kružnice oko pravca u ravnini te kružnice i ne siječe ju. Obujam ili volumen tijela omeđenoga torusom iznosi:
{\displaystyle V=2\cdot \pi ^{2}\cdot R\cdot r^{2}}
a oplošje: 
{\displaystyle O=4\cdot \pi ^{2}\cdot R\cdot r}
gdje je r - polumjer kružnice, R - udaljenost središta kružnice od osi vrtnje.

## Vanjske poveznice
|  | Zajednički poslužitelj ima još gradiva o temi Torus |